# Đỗ Thúy Hằng
Đỗ Thúy Hằng (sinh năm 1982) là nữ diễn viên truyền hình, cựu người mẫu và doanh nhân Việt Nam. Cô được biết đến qua các phim dài tập Mưa bóng mây, Bí mật Eva, và từng giành giải Nữ diễn viên xuất sắc hạng mục phim truyện điện ảnh tại Liên hoan phim Việt Nam lần thứ 19 với bộ phim Cuộc đời của Yến và Những đứa con của làng.

## Tiểu sử
Đỗ Thúy Hằng sinh năm 1982, trong gia đình có 5 anh chị em tại Kim Sơn, Ninh Bình, sau này gia đình cô chuyển vào Vinh, Nghệ An, Khi học khoa Quản trị doanh nghiệp của Đại học Đông Đô, Thúy Hằng từng tham gia một cuộc thi hoa hậu nhưng chỉ vào top các người đẹp của vòng loại tổ chức tại Hà Nội. Cô được cặp người mẫu Thúy Hằng - Thúy Hạnh chỉ dẫn và trở thành người mẫu độc quyền của Công ty Elite. Tại SEA Games 22, Thúy Hằng được chị là người dẫn chương trình đọc kết quả các trận chung kết. Sau sự kiện này, cô trở thành người dẫn dắt các chương trình của VTV và VTC như Sức sống mới, Lợi ích cộng đồng và Đẹp cùng thể thao.

## Sự nghiệp
Năm 2009, cô nhận lời làm người tuyển diễn viên đóng vai Hoài Anh cho bộ phim Bí mật Eva. Nhưng đến ngày thử vai thì những người được cô chọn lại không đến, Thúy Hằng bất đắc dĩ thử vai thay thế và bất ngờ được nhận. Sau khi hoàn thành bộ phim Bí mật Eva, cô chuyển sang Nhật Bản sống cùng chồng, nhưng môi trường sống mới không phù hợp nên Thúy Hằng quay về Việt Nam và bắt đầu kinh doanh các sản phẩm liên quan đến golf.
Năm 2014, cô được đạo diễn Trần Lực mời vào vai chính trong bộ phim truyền hình Làm chồng đại gia; tiếp đến, cô được đạo diễn Trọng Trinh mời tham gia phim truyền hình Mưa bóng mây. Ban đầu Trọng Trinh muốn cô đóng vai Huệ nhưng cuối cùng vị đạo diễn đã đổi cho cô đóng nhân vật Nga. Qua bộ phim này, Thúy Hằng được Trung Hiếu giới thiệu đến đạo diễn Nguyễn Đức Việt, lúc này đang tìm diễn viên nữ chính cho bộ phim điện ảnh Những đứa con của làng. Năm 2015, Thúy Hằng nhận vai Yến, nhân vật chính trong bộ phim điện ảnh Cuộc đời của Yến của đạo diễn Đinh Tuấn Vũ. Để tập trung vào công việc và gia đình, Thúy Hằng đã từ chối một vai diễn trong dự án phim Bến tình của Lưu Trọng Ninh và vai cô giáo Linh trong Nàng dâu Order.
Năm 2015, Thúy Hằng có hai đề cử cho Nữ diễn viên chính xuất sắc hạng mục Phim truyện điện ảnh tại Liên hoan phim Việt Nam lần thứ 19. Tại kỳ liên hoan phim này cô bất ngờ giành giải dù trước đấy dự luận dự đoán giải thưởng sẽ thuộc về Lã Thanh Huyền. Năm 2018, Thúy Hằng được đạo diễn Mai Hồng Phong mời vào vai Lan Cave trong phim Quỳnh búp bê, nhưng cô từ chối; vai diễn sau này giúp diễn viên Thanh Hương có bước tiến lớn trong sự nghiệp.
Năm 2019, cô được đạo diễn Đinh Tuấn Vũ mời vào vai Mùi, nữ chính trong phim điện ảnh Truyền thuyết về Quán Tiên, đây là bộ phim thứ hai họ hợp tác. Năm 2020, cô trở lại với dòng phim truyền hình với vai diễn Thủy trong phim Lửa ấm, để có thời gian tham gia bộ phim này, Thúy Hằng đã phải từ chối hai bộ phim điện ảnh khác, một trong số đó là dự án Viên đạn cuối cùng của Đinh Tuấn Vũ. Sau thời gian nghỉ ngơi, năm 2022, Thúy Hằng tiếp tục có vai diễn chính trong bộ phim truyền hình Chồng cũ, vợ cũ, người yêu cũ của đạo diễn Vũ Trường Khoa.

## Đời tư
Thúy Hằng kết hôn với một doanh nhân mang hai dòng máu Nhật Bản và Việt Nam, họ quen biết nhau từ năm 2003 trong dịp Thúy Hằng dự sự kiện văn hóa tại Osaka, hiện tại, có hai con trai. Thúy Hằng tham gia đóng phim dù chồng cô không muốn cô tham gia lĩnh vực nghệ thuật.

## Giải thưởng và đề cử
| Năm  | Giải thưởng                        | Hạng mục                                         | Tác phẩm                                | Kết quả   | Chú thích     |
| ---- | ---------------------------------- | ------------------------------------------------ | --------------------------------------- | --------- | ------------- |
| 2015 | Liên hoan phim Việt Nam lần thứ 19 | Nữ diễn viên chính xuất sắc phim truyện điện ảnh | Những đứa con của làng Cuộc đời của Yến | Đoạt giải | [ 14 ] [ 15 ] |
| 2015 | Giải Cánh diều 2015                | Nữ diễn viên chính xuất sắc phim truyện điện ảnh | Cuộc đời của Yến                        | Đề cử     | [ 16 ]        |

## Vai diễn

### Điện ảnh
| Năm  | Tựa đề                     | Vai diễn               | Đạo diễn        | Chú thích             |
| ---- | -------------------------- | ---------------------- | --------------- | --------------------- |
| 2014 | Những đứa con của làng     | Bưởi                   | Nguyễn Đức Việt | Phim điện ảnh đầu tay |
| 2015 | Cuộc đời của Yến           | Yến (lúc trưởng thành) | Đinh Tuấn Vũ    |                       |
| 2019 | Truyền thuyết về Quán Tiên | Mùi                    | Đinh Tuấn Vũ    |                       |

### Phim truyền hình
| Năm  | Tựa đề                        | Vai diễn  | Đạo diễn       | Chú thích        |
| ---- | ----------------------------- | --------- | -------------- | ---------------- |
| 2009 | Bí mật Eva                    | Hoài Anh  | Đỗ Minh Tuấn   |                  |
| 2014 | Mưa bóng mây                  | Nga       | Trọng Trinh    |                  |
| 2015 | Lời ru mùa đông               | Thảo      | Mai Hồng Phong |                  |
| 2017 | Làm chồng đại gia             | Quyên     | Trần Lực       | Sản xuất từ 2014 |
| 2020 | Lửa ấm                        | Thủy      | Đào Duy Phúc   |                  |
| 2022 | Chồng cũ, vợ cũ, người yêu cũ | Thanh Lam | Vũ Trường Khoa |                  |